# Tri Hita Karana

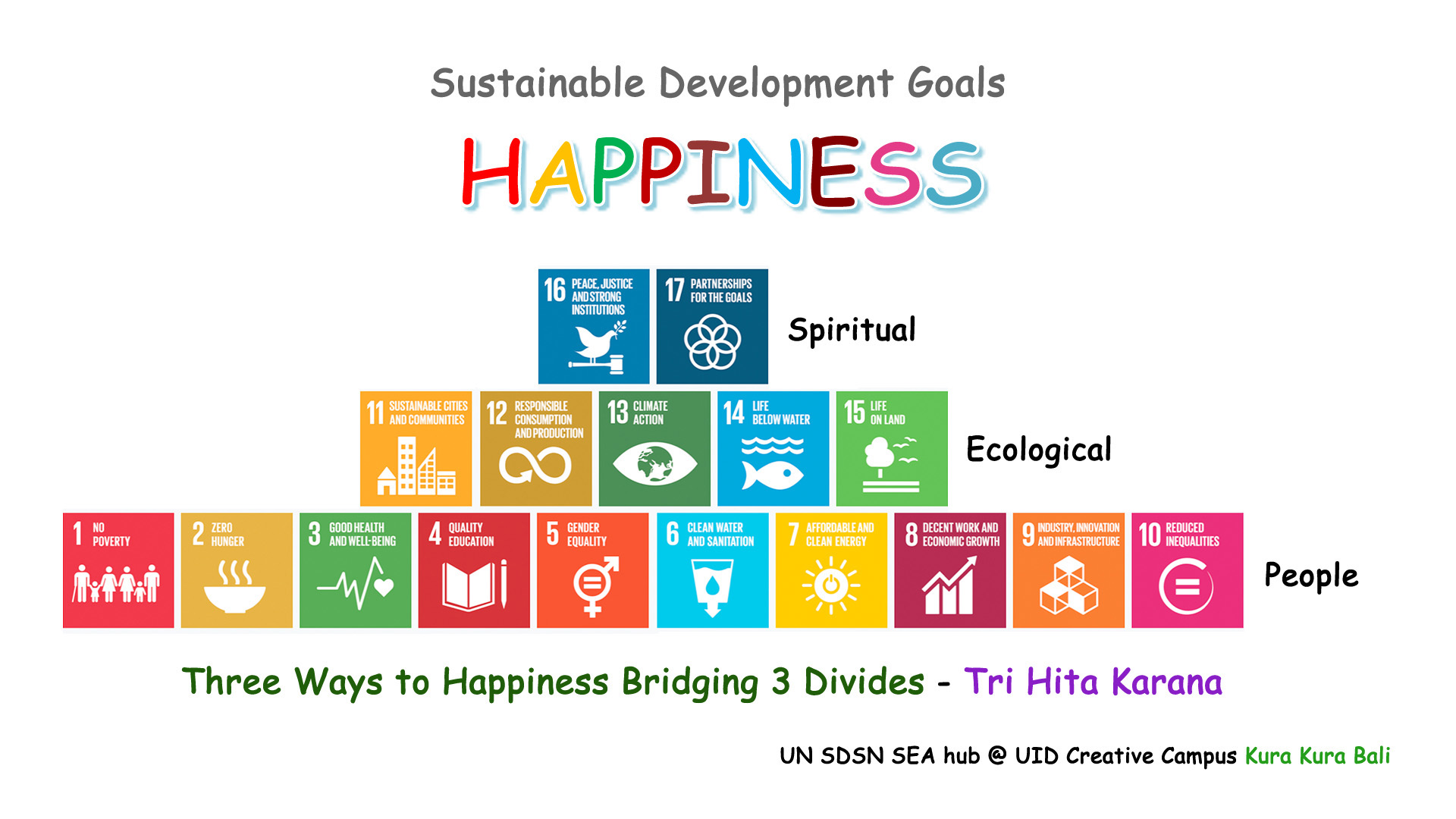
17 objetivos de desarrollo sostenible en relación con el Tri Hita Karana balinés.

Tri Hita Karana es una filosofía tradicional de vida en la isla de Bali, Indonesia. Tri Hita Karana proviene de la palabra 'Tri' que significa "tres", 'Hita' que significa "felicidad" y 'Karana' que significa "causa". Su traducción literal es aproximadamente la de las 'tres causas para la creación de la felicidad', 'tres causas del bienestar' o 'tres razones para la prosperidad'.

## Concepto
El concepto cosmológico del Tri Hita Karana contiene una fuerte filosofía de vida. Esta filosofía tiene un concepto que puede preservar la diversidad cultural y ambiental en medio de la globalización y la homogeneización. Básicamente, la esencia de las enseñanzas del Tri Hita Karana enfatiza tres relaciones humanas durante la vida en este mundo:
1. Armonía con otros seres humanos
2. Armonía con la naturaleza o el medio ambiente
3. Armonía con Dios

Las tres están interrelacionadas entre sí. Toda relación tiene una forma de vida que respeta otros aspectos de su entorno. El principio de aplicación debe ser equilibrado, en armonía unos con otros. Cuando se logre el equilibrio, los humanos vivirán evitando las malas acciones. Su vida será equilibrada, serena y pacífica.
La esencia básica del Tri Hita Karana contiene la comprensión de que las tres causas de la prosperidad están enraizadas en la relación armoniosa entre el hombre y su Dios, el hombre y su entorno natural, y el hombre y sus semejantes. Al aplicar esta filosofía, se espera que se pueda reemplazar la visión moderna de la vida que prioriza el individualismo y el materialismo. Cultivar el Tri Hita Karana podría eliminar puntos de vista que fomentan el consumismo, el conflicto y la agitación.

## Hinduismo balinés

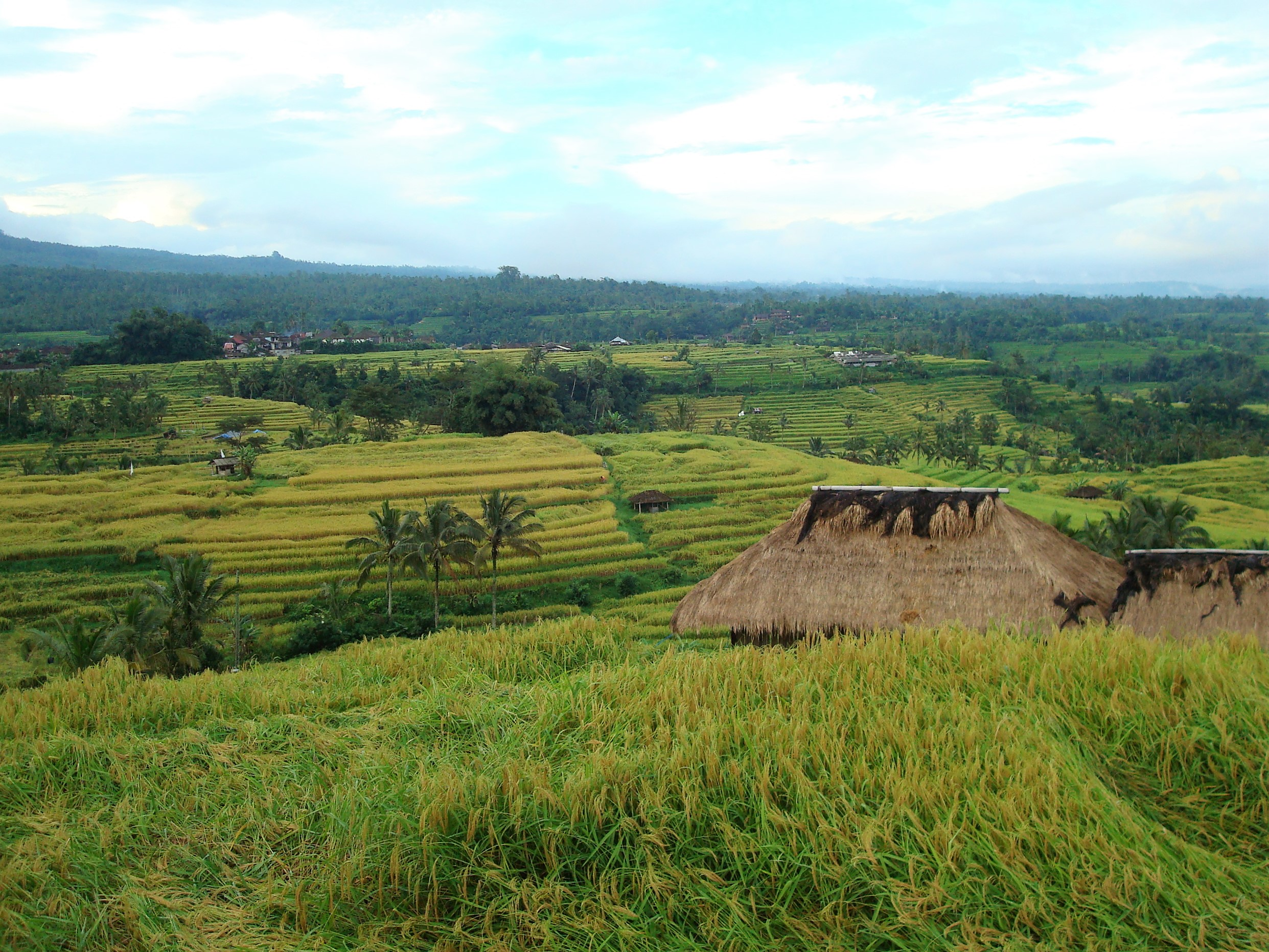
Terrazas de arroz de Gunung Batukaru, paisaje balinés de subak, Patrimonio de la Humanidad por la UNESCO desde 2012.

Se deriva del espiritualismo y las creencias balinesas, que promueven la armonía entre los demás seres humanos a través de la cooperación comunitaria y la promoción de la compasión; armonía con su entorno, que se esfuerzan por conservar la naturaleza y promover la sostenibilidad y el equilibrio del medio ambiente y armonía hacia Dios, manifestada en numerosos rituales y ofrendas para apaciguar a las deidades. Al Tri Hita Karana se le atribuye la prosperidad de la isla en su conjunto, su historial, relativamente estable de desarrollo, prácticas ambientales y la calidad de vida general de sus residentes.
El principio del Tri Hita Karana guía muchos aspectos de la vida balinesa, desde los rituales diarios, la práctica comunitaria de cooperación gotong-royong, hasta la organización espacial en la arquitectura balinesa. También se refleja en el sistema de riego natural de la isla conocido como subak, a base de presas y canales administrados cooperativamente y que extraen agua de una sola fuente. El expresidente de Indonesia, Susilo Bambang Yudhoyono, incluso lo invocó en su discurso ante la Conferencia Internacional sobre Desarrollo Sostenible durante la APEC de 2013, que se celebró en Bali.